# Oligotoma greeniana
Oligotoma greeniana är en insektsart som beskrevs av Günther Enderlein 1912. Oligotoma greeniana ingår i släktet Oligotoma och familjen Oligotomidae. Inga underarter finns listade i Catalogue of Life.